# (11059) Nulliusinverba
(11059) Nulliusinverba (1991 RS) – planetoida z pasa głównego asteroid okrążająca Słońce w ciągu 4,13 lat w średniej odległości 2,57 j.a. Została odkryta 4 września 1991 roku.